# Двайт Макніл
Двайт Макніл (англ. Dwight McNeil, нар. 22 листопада 1999, Рочдейл) — англійський футболіст, вінгер, нападник клубу «Евертон».
Виступав, зокрема, за клуб «Бернлі» та молодіжну збірну Англії.

## Клубна кар'єра
Народився 22 листопада 1999 року в місті Рочдейл. Вихованець юнацьких команд футбольних клубів «Манчестер Юнайтед» та «Бернлі».
За дорослу команду «Бернлі» дебютував 13 травня 2018 року в матчі Прем'єр-ліги проти «Борнмута» (поразка 1:2), вийшовши на заміну замість Аарона Леннона. Дебютним голом у дорослій кар'єрі відзначився 30 грудня 2018 у матчі проти клубу «Вест Гем Юнайтед» (2:0). 16 жовтня 2020 року Макніл підписав з «Бернлі» новий контракт до 2024 року.
28 липня 2022 року перейшов до складу «Евертона», підписавши 5-тирічний контракт. 6 серпня того ж року дебютував у стартовому складі нового клубу у матчі першого туру Прем'єр-ліги проти «Челсі», який завершився поразкою команди Двайта з рахунком 0:1.

## Виступи за збірні
2019 року дебютував у складі юнацької збірної Англії (U-20), загалом на юнацькому рівні взяв участь у 6 іграх, відзначившись одним забитим голом.
Протягом 2019–2021 років залучався до складу молодіжної збірної Англії. На молодіжному рівні зіграв у 10 офіційних матчах.

## Статистика виступів

### Статистика клубних виступів
| Сезон             | Команда           | Чемпіонат         | Чемпіонат | Чемпіонат | Національний кубок | Національний кубок | Національний кубок | Континентальні кубки | Континентальні кубки | Континентальні кубки | Інші змагання | Інші змагання | Інші змагання | Усього | Усього | Усього |
| Сезон             | Команда           | Ліга              | Ігор      | Голів     | Ліга               | Ігор               | Голів              | Ліга                 | Ігор                 | Голів                | Ліга          | Ігор          | Голів         | Ігор   | Голів  |        |
| ----------------- | ----------------- | ----------------- | --------- | --------- | ------------------ | ------------------ | ------------------ | -------------------- | -------------------- | -------------------- | ------------- | ------------- | ------------- | ------ | ------ | ------ |
| 2017–18           | «Бернлі»          | ПЛ                | 1         | 0         | КА+КЛ              | 0+0                | 0                  | -                    | -                    | -                    | -             | -             | -             | 1      | 0      |        |
| 2018–19           | «Бернлі»          | ПЛ                | 21        | 3         | КА+КЛ              | 2+1                | 0                  | ЛЄ                   | 2                    | 0                    | -             | -             | -             | 26     | 3      |        |
| 2019–20           | «Бернлі»          | ПЛ                | 38        | 2         | КА+КЛ              | 1+1                | 0                  | -                    | -                    | -                    | -             | -             | -             | 40     | 2      |        |
| Усього за кар'єру | Усього за кар'єру | Усього за кар'єру | 60        | 5         |                    | 5                  | 0                  |                      | 2                    | 0                    |               | -             | -             | 67     | 5      |        |